# Viktor Winter
Viktor Winter (* 26. August 1999) ist ein österreichischer Fußballspieler.

## Karriere
Winter begann seine Karriere beim USV St. Bernhard. Zur Saison 2007/08 wechselte er zum SV Horn. Zur Saison 2012/13 kam er in die AKA St. Pölten, in der er bis 2017 sämtliche Altersstufen durchlief. Zur Saison 2017/18 schloss er sich dem Regionalligisten FC Marchfeld Mannsdorf an. In Mannsdorf kam er in seiner ersten Saison zu 29 Einsätzen in der Regionalliga. In der Saison 2018/19 absolvierte er elf Partien in der dritthöchsten Spielklasse.
Zur Saison 2019/20 wechselte Winter zum Ligakonkurrenten ASK-BSC Bruck/Leitha. Für Bruck kam er in jener Spielzeit bis zum Saisonabbruch zu 13 Regionalligaeinsätzen. In der Saison 2020/21 kam er bis zur Winterpause nicht mehr zum Einsatz. Im Jänner 2021 kehrte er zum Zweitligisten SV Horn zurück, bei dem er bereits in seiner Jugend gespielt hatte. Sein Debüt in der 2. Liga gab er im Mai 2021, als er am 27. Spieltag der Saison 2020/21 gegen den Floridsdorfer AC in der Nachspielzeit für Christoph Messerer eingewechselt wurde. Insgesamt kam er zu vier Zweitligapartien für Horn.
Zur Saison 2021/22 wechselte er zum Tiroler Regionalligisten FC Kitzbühel.